# 太陽にほえろ!PART2
『太陽にほえろ!PART2』（たいようにほえろパートツー）は、1986年11月28日から1987年2月20日まで、日本テレビ系列で毎週金曜20:00 - 20:54（JST）に全12話が放送された、東宝制作の刑事ドラマ。

## 概要
本作品は、前番組として1972年より放送されていた『太陽にほえろ!』（以下、前作）の続編であり、前作の主演だった石原裕次郎の降板を受け、既に執筆済みであった未使用脚本の消化を目的とした仕切り直し企画として制作された。前作最終回の後、石原演じる藤堂俊介は本庁（警視庁）に栄転した設定となっており、それから1年後（1987年11月）の七曲署を舞台に、後任のボス（捜査係長）である篁朝子率いる捜査一係の面々が事件に立ち向かう姿を描く。この篁役には、当時ホームドラマを中心に活躍し、石原とも深い交流があった奈良岡朋子が起用され、石原とは異なるボス像が展開された。
全12話という少ない話数などもあり、前作とは対照的に『テレビ探偵団』（TBS）などの回顧番組でも全く取り上げられず、長らく再放送の機会にも恵まれていなかったが、2018年4月20日から6月1日まで、CSファミリー劇場にて再放送が行われた。映像ソフトについては当初、VHS・LD・DVDでリリースされた「七曲署ヒストリー」に全話の予告編と、第1話・最終話のオープニングが収録された程度で、かつてバップが展開していた『4800シリーズ(VHS)』の収録対象に含まれておらず、2015年6月24日にリリースされた『太陽にほえろ! 1986+PART2 DVD-BOX』で初めて全話の映像ソフト化が実現した。

## 登場人物・キャスト

### 七曲署捜査一係
人物名、（）に読みとニックネーム、出演者の順に表記。篁・喜多以外については太陽にほえろ!#登場人物も参照。新規レギュラーである奈良岡、寺尾とも、前作にも別役でゲスト出演した経験を持つ。
篁 朝子（たかむら あさこ/係長）
演 - 奈良岡朋子
警視庁に栄転した藤堂の後任として七曲署に赴任し、捜査一係の係長に就任する。階級は警部。物腰こそ冷徹だが内面は心優しい人物で、型破りな行動の多い部下たちに対しても深い理解と信頼を寄せている。喫煙者。
「ボス」の愛称で呼ばれていた藤堂とは異なり、作中では一貫して部下たちより「係長」と呼ばれている。篁自身も藤堂とは異なり、部下を愛称ではなくもっぱら「○○（苗字）さん」と呼んでいる。作中では毎回一係のデスクにいるものの、屋外での活動や発砲シーンなどは描かれていない。
元夫との間に一男をもうけているが、家庭よりも仕事を優先したことが原因で離婚・別居している。その息子とは後述の通り、のちにある事件の容疑者として再会を果たすこととなる。
西條 昭（さいじょう あきら/ドック）
演 - 神田正輝
若手刑事のリーダー格。スポーツマンでダジャレ好きだが少々短気。自分の部屋に大量のサプリメントを所有するなど健康オタクな一面もある。優れたドライビングテクニックは健在。
太宰 準（だざい じゅん/DJ）
演 - 西山浩司
俊敏な運動神経を持つが、血気盛んな性格ゆえに一係の捜査員を振り回したこともある。その一方で老犬と心を通わせる優しさも持ち合わせている。
他のメンバーとの会話では時おり大阪弁が混じる。また、前作の方でも最終回直前に登場したため主演回が連続したこともあった他、本作品でも劇中での発砲シーンは描かれなかった。
澤村 誠（さわむら まこと/ブルース）
演 - 又野誠治
前作最終回で発生した殉職の危機を乗り越え一係に復帰。パワフルさと饒舌さは健在であるが、上司である篁を陰で「おばさん」と呼んだり、大先輩であるはずの野崎や井川に対してもがさつな物言いが目立つなど、より奔放さに磨きがかかっている。
水木 悠（みずき ゆう/マイコン）
演 - 石原良純
本作品では主演エピソードがないため、得意なコンピューターによる捜査もほとんど描かれないが、太宰の「宝探し」に付き合ったりと好奇心旺盛な面も見られた。
岩城 令子（いわき れいこ/マミー）
演 - 長谷直美
第5話「長さんの長い午後」では、母親と一緒に喫茶店で休憩中にたまたまライフルを持った犯人に遭遇。その際に揉み合いとなり、腹部に被弾し意識不明となったが一命をとりとめた。
野崎 太郎（のざき たろう/長さん）
演 - 下川辰平
警察学校教官から七曲署一係刑事に復帰。本作品ではかつての山村のように、係長のデスクのそばに控えているシーンが多い。
シナリオ草稿「野崎刑事復帰」では、再登場に当たって野崎が現場に復帰するエピソードが準備されたが、初回からすでに復帰している設定となった。
井川 利三（いがわ としぞう/トシさん）
演 - 地井武男
本作品では主役エピソードや家庭描写がなく、服装も背広の代わりに皮ジャンが多くなる。
喜多 収（きた おさむ/オサムさん）
演 - 寺尾聰
本作品より新たに一係に配属。城南大学卒業、父親は大学教授。飄々とした個人主義者であるが、型にはまったスタイルを嫌い、上司である篁を陰で「おばさん」と呼ぶような奔放な性格ゆえに、澤村とコンビを組むことも多い。
「人生死ぬまでのヒマつぶし」が座右の銘で、その裏には「ヒマつぶしだからこそやるときは徹底的にやる」という強固な信念を持つ。サングラスを愛用。太宰と同様、出演回も少ないことから主演回が連続することもあった。

### 刑事の家族
早瀬波江
演 -成田光子
岩城令子の母。第5話に登場。
澤村泉
演 -渡瀬ゆき
誠の妻。第11話に登場。
青木
演 -米倉斉加年
篁朝子の元夫。第12話に登場。財務省勤務のエリートで、朝子と離婚後、息子と美沙子の3人暮らし。事件の重要参考人となった息子のことで一係を訪ねる。
青木清文
演 -井上純一
篁の息子。第12話に登場。証券会社のサラリーマンで、殺人事件の第一発見者として篁と再会し、後に重要参考人となり容疑がかかってしまう。

### 七曲署・警視庁関係者
巡査
演 -山口一洋
七曲署の制服警官。第3話に登場。
警視監
演 -神山繁
本庁の警察幹部。第7話に登場。

## スタッフ
- プロデューサー：岡田晋吉、服部比佐夫（日本テレビ）、梅浦洋一、新野悟（東宝）
- 原案：小川英
- 協力：国際放映
- 企画協力：ジャックプロダクション
- 音楽：大野克夫
- 演奏：井上尭之バンド、フリーウェイズ[15]、大野克夫バンド
- 撮影：内田清美、稲垣久夫
- 美術：古谷良和、小汲明
- 編集：神島帰美
- 整音：坂田通俊
- 選曲：小林和夫
- 音響効果：沢田一郎（沢田効果）[16]
- 擬斗：宇仁貫三
- 現像：IMAGICA
- カースタント：マエダ・オートクラブ
- 衣裳協力：株式会社センチュリー、Best House
- 製作・著作：東宝株式会社
- 制作：日本テレビ

## 放送日程
| 放送回 | 放送日          | サブタイトル         | 脚本              | 監督     | ゲスト |
| ------ | --------------- | -------------------- | ----------------- | -------- | --- |
| 1      | 1986年 11月28日 | 悪魔のような女       | 小川英 尾西兼一   | 手銭弘喜 | 金沢碧 三浦威、工藤明子、沖田峻一郎 大橋伸予、大倉順憲、立原柊子、中村正人 小宮じゅんこ、相原巨典、市川勉、横尾三郎、中島大介 |
| 2      | 12月05日        | 探偵物語             | 柏原寛司          | 手銭弘喜 | 甲斐智枝美 片桐竜次／森川正太、内田勝正 岩城徳栄／今野鶏三、大島宇三郎、山崎猛 三上剛仙、五代哲、桜井まゆみ／前原修、宇佐美彩、加藤勝浩、竹内康裕、深作覚                                                                                            |
| 3      | 12月12日        | 老犬ムク             | 古内一成 小川英   | 木下亮   | 下塚誠／杉山とく子、三谷昇 奥村公延／立石凉子、代志住正、大石源吾 山口一洋／野仲功、丸岡奨詞、田島基吉 ムク：柚木の力丸、訓練士：山本一／吉村敏、三上剛仙、小寺大介、五十嵐孝美、池谷健一                                                            |
| 4      | 12月19日        | 俺は殺された         | 小川英 井川公彦   | 木下亮   | 佐藤仁哉 江角英明／安原義人、根岸一正 鶴田忍、秋野暢介／秋間登、滝川昌良、吉中六、山田健太郎 有馬光貴、佐藤和雅、阿南聡／小川乃り子、新井一典、荒井大介、木場剛、青柳文太郎                                                                          |
| 5      | 12月26日        | 長さんの長い午後     | 古内一成 小川英   | 高瀬昌弘 | 村田雄浩、小鹿番 吉田次昭、北村総一朗、早瀬波江：成田光子 森田昌、戸谷友、成田美佐子、片桐千里、松岡知重 永谷悟一、岸野一彦、森一恵、藤原益二、村上久勝                                                                                              |
| 6      | 1987年 01月09日 | 心満たされず…        | 小川英 尾西兼一   | 高瀬昌弘 | 相本久美子 清水章吾 有安多佳子、池田真理香、広瀬昌助、久遠利三 奥山貴彦、大久保敏子、前原修、加藤茂雄、藤岡洋右 |
| 7      | 1月16日         | 逃げる               | 小川英 蔵元三四郎 | 鈴木一平 | 神山繁、松橋登 内藤安彦、水谷貞雄／中田譲治、剣持伴紀、高品剛、佐藤晟也 及川ヒロオ、船場牡丹／田村貫、中野昌樹、菅原亜希代、山下一廣、白土誠 カースタント:マエダ・オートクラブ、竹内雅敏、海藤幸広／浦野真彦、小川真喜子、岡部浩之、大貫幸夫、鈴木実 |
| 8      | 1月23日         | ビッグ・ショット     | 大川俊道 小川英   | 鈴木一平 | 宮田恭男、西田絵里 市川好郎／友金敏雄、江藤漢、渕上大二郎 酒井昭／ウィリー・ドーシー、まる秀也、佐藤功、神谷潤 カースタント:マエダ・オートクラブ、竹内雅敏、海藤幸広／石川真一、依田ますみ、横内直人、中瀬博文、菊川予市                             |
| 9      | 1月30日         | 見知らぬ侵入者       | 金子裕            | 手銭弘喜 | 島村佳江 有川博、風間みつき 斉藤雅史、小島三児、稲吉靖司 池田鴻、松尾文人、浦島ゆら子、山崎猛、小寺大介 |
| 10     | 2月06日         | DJ刑事・ステバチ作戦 | 小川英 柊真琴     | 手銭弘喜 | 荻島真一 安藤一夫、水沢有美 森下哲夫、堀田真三、一瀬浩道 槇ひろ子、中島元、市川勉、町田幸夫 |
| 11     | 2月13日         | 神戸・愛の暴走       | 峯尾基三          | 鈴木一平 | 阿藤海、澤村泉:渡瀬ゆき 仲村知也、千葉登四男、田畑猛雄 秋間登、瀬下和久／原和航、梅村美保、野田浩子、織田聖子 堀川恵理、藤野亨、菊地聡、宮寺康生、小松祥子                                                                                           |
| 12     | 2月20日         | さらば!七曲署        | 小川英 古内一成   | 鈴木一平 | 青木:米倉斉加年 青木清文:井上純一 坂口常幸:睦五朗 織田:中田博久、竹内:石森武雄、青木美沙子:水原英子 山河連滉、五代哲／今井登、石川重己、星野晃、藤原益二、秋元政志                                                                                   |

### 地方ロケ
第11話「神戸・愛の暴走」では、兵庫県神戸市にてロケが行われた。撮影が行われた1986年当時はまだ開発途中であったポートアイランド内や、阪神・淡路大震災以前の神戸の風景が収められており、現在では見ることの出来ない建物や風景を窺い知ることが出来る。また、作中では実在する地名・施設名などもセリフの中に登場していた。
ロケ地・神戸大橋、神戸新交通ポートアイランド線（ポートライナー）、神戸ポートピアランド、神戸ポートピアホテル、ポートタワーホテル、完成したばかりのアシックス本社など